# Тимофей Мозгов
Тимофей Мозгов е бивш руски баскетболист, играещ като център. Висок е 216 см и тежи 125 килограма. Заслужил майстор на спорта. Най-известен с играта си в НБА за Денвър Нъгетс и Кливланд Кавалиърс. Шампион на асоциацията с Кливланд през сезон 2015/16.

## Кариера
Кариерата му започва в ЛенВО – отбор на интерната за бъдещи баскетболисти в Санкт Петербург. През 2006 играе за ЦСК-ВВС (Самара) в Суперлига Б. В средата на 2006 преминава в Химки. В 2007 става бронзов медалист от първенството. Три пъти става вицешампион – 2008, 2009 и 2010 година. През 2008 е вицешампион на Единна ВТБ Лига. През 2009 участва на Евробаскет с отбора на Русия и е избран за най-добър баскетболист от състава на този турнир. В 2010 подписва 3-годишен договор с американския тим Ню Йорк Никс. Дебютира на 3 октомври в контрола срещу БК Олимпия Милано. На 31 януари прави дабъл-дабъл срещу Детройт Пистънс – 24 точки и 14 борби. На 22 януари 2011 отива в Денвър Нагетс, като част от сделката за Кармело Антъни. Тимофей изиграва 11 срещи, но не започва като титуляр в нито една. През юли 2011 е взет под наем от БК Химки, където играе до края на годината. Записва средно по 16,2 точки. От 2012 отново е в Денвър. Там записва 44 мача, в 35 от които е титуляр. Също така за първи път в кариерата си играе в плейофите на НБА. През лятото на 2012 участва на олимпийските игри в Лондон и печели бронзов медал. През сезон 2012/13 е дълбока резерва и до края на годината само веднъж попада в стартовия състав на Денвър. След този труден сезон, Тимофей решава все пак да преподпише за още 3 години.
В първия мач от сезон 2013/14 отбелязва 10 точки срещу Сакраменто Кингс. При новия си треньор Тимофей получава много повече шанс за изява и значително подобрява показателите си. Звездният му миг е на 13 ноември 2013 г., когато записва 23 точки и 9 борби срещу отбора на Лос Анджелис Лейкърс. На 1 декември Тимофей се отчита с дабъл-дабъл от 16 точки и 15 борби в мача с Торонто Раптърс. В следващия мач от шампионата отбелязва 17 точки и записва 20 борби. Така Мозгов става руснакът с най-много борби в 1 мач от НБА, чупейки рекорда на Андрей Кириленко (18). В мачът с Голдън Стейт Уориърс центърът за първи път през сезона попада в стартовия състав и отново записва дабъл-дабъл: 14 точки и 11 борби за 31 минути игрово време. На 10 април 2014 г. отбелязва 23 точки и записва 29 борби срещу Голдън Стейт Уориърс.
През сезон 2014/15 Мозгов става титулярен център на Денвър и в първите си 16 мача от сезона записва 10 точки средно на мач. През януари 2015 преминав в Кливланд Кавалиърс. Мозгов пасва като дялан камък на тима и помага на Кливланд да достигне финала на НБА, където обаче губи от Голдън Стейт Уориърс. През юни 2015 г. удължава контракта си за още 1 сезон. През втората си година в Кливланд обаче Мозгов губи тутлярното си място от Тристан Томпсън. 2015/16 обаче е още по-успешен сезон за тима, който става шампион на асоциацията. Тимофей и съотбоникът му Саша Каун стават първите руснаци, ставали шампиони на САЩ.
На 1 юли 2016 г. преминава в Лос Анджелис Лейкърс.